# 舭
舭是船或水上飞机中最低的舱室，在吃水线以下，由船底和船侧在龙骨处会合。该词最早使用于1513年。
海水、雨水或船中他处溢出的液体由船体向下排入船舭。通过将水容纳在隔间中，船舭将这些液体保持在甲板下方，使船员操作船舶更加安全，并使人们在恶劣天气中能够四处走动。